# Kochertalbrücke
Kochertalbrücke je nejvyšší dálniční most v Německu. Nachází se na dálnici A6 a vede přes údolí řeky Kocher nedaleko obce Geislingen am Kocher ve spolkové zemi Bádensko-Württembersko. Most spočívá na osmi pilířích, maximální výška nad terénem činí 184 metrů, je 1128 metrů dlouhý a 31 metrů široký. Jeho podobu navrhl architekt Hans Kammerer, stavba byla zahájena v roce 1976 a 18. prosince 1979 byl most předán do užívání. Ve své době byl nejvyšším dálničním mostem světa, roku 2004 ho překonal francouzský viadukt Millau.
V Geislingenu se nachází muzeum dokumentující průběh stavby mostu.